# Thomas Hamacher
Pour les articles homonymes, voir Hamacher.
Thomas Hamacher (né le 12 avril 1964 à Eschweiler) est un physicien allemand, professeur et chercheur en systèmes énergétiques à l’université technique de Munich.

## Biographie
Thomas Hamacher a étudié la physique à l’université de Bonn, à l’université technique de Rhénanie-Westphalie à Aix-la-Chapelle et à l’université Columbia à New York. Il a obtenu son doctorat en sciences naturelles (Doctor rerum naturalium) de l’université de Hambourg en 1994 pour son travail sur la radioactivité bêta des baryons. Il a travaillé à l’Institut Max-Planck de physique des plasmas à Garching bei München entre 1996 et 2010 et a été à la tête du groupe “études sur l’énergie et les systèmes”. Il est professeur au département d’électrotechnique  à l’université technique de Munich depuis 2010. En 2013, il est devenu titulaire de la Chaire des systèmes d’énergie renouvelable et pérenne.
Thomas Hamacher prend souvent part, en tant qu’expert, aux débats publics à propos de la transition énergétique en Allemagne,, l’énergie atomique provenant de la fission nucléaire, et de la fusion nucléaire. Son domaine de recherche principal se rapporte à la modélisation, l’analyse et la conception de systèmes énergétiques  qui évoluent dans un contexte de technologies de rupture telles que la fusion nucléaire, les énergies renouvelables, les villes intelligentes, ou l’électromobilité .